# Mozambik zászlaja
Mozambik lobogója a Frelimo Párt zászlaján alapul. A csillag a nemzetközi szolidaritást jelképezi. A könyv a tanulás, a kapa a termelés, a gépkarabély a védelem szimbóluma.
A vörös szín „a gyarmatosítás elleni küzdelem évszázadait, a nemzeti függetlenségért vívott fegyveres harcot, a szuverenitás megőrzését” idézi. A zöld szín a termelés bőségére, a fekete az afrikai kontinensre, a sárga az ásványkincsekre, a fehér az igazságra és a vágyott békére utal.

## Galéria

Portugál Kelet-Afrika zászlaja
Mozambik zászlaja 1974. szeptember 5 - 1975. június 25. között
Mozambik zászlaja 1975. június 25 - 1983. április között
Mozambik zászlaja 1983. április - május 1. között